# Anakreont
Anakreont (grč. Ἀνακρέων; Tej, *oko 550. pr. Kr., prema nekim podacima oko 580. pr. Kr. - † Tej ili Atena, oko 495. pr. Kr.) bio je starogrčki pjesnik koji je u svojim pjesmama često koristio motive ljubavi i vina te slavio vedre strane života. Takva je vrsta poezije prozvana anakreontskom poezijom. 

## Životopis
Rođen je u Teju, jonskome gradu na obali Male Azije. Prema podacima iz Herodotovih spisa, saznajemo da je djelovao kao Polikratov učitelj na otoku Samu. Kako bi mu zahvalio za usluge i pažnju, Anakreont je Polikratu spjevao brojne ode. Na Polikratovom je dvoru vladalo veselje, ljubav i vino bili su zabava, a Anakreontove su pjesme sasvim odgovarale tom prilično razuzdanom životu.
Nakon Polikratove smrti, oko 522. pr. Kr., Pizistratov je sin Hiparh poslao lađu po Anakreonta i svečano ga doveo u Atenu. Kad su Hiparha ubili, otišao je na dvor Aleudu Ehekratu u Tesaliju. Ne zna se gdje je umro, ali se pretpostavlja da je to bilo u rodnome gradu Teju.
Za vrijeme svoga života bio je poznat u Ateni, a na Akropoli je bio i njegov kip, zajedno s njegovim prijateljem Ksantipom, ocem poznatoga vladara Perikla. Njegov je lik bio i na brojim kovanicama grada Teja gdje je bio prikazan kako drži liru. Često ga se prikazivalo kao pripita pjevača.

## Poezija
Od pet knjiga pjesama sačuvani su kratki fragmenti. Pisao je popijevke, himne, elegije, epigrame, ode i jambe na jonskome dijalektu s nekim pučkim kolokvijalizmima. Njegove su strofe uglavnom sastavljene od kratkih stihova; kod duljih je stihova koristio razne metričke kombinacije.
Njegova djela pripadaju takozvanoj monodijskoj lirici (pjesme koje su se pjevale uz pratnju lire). Doticao je teme ljubavi, razočaranja, zabava, proslava te promatranja svakodnevnog života ljudi. U njegovim su pjesmama ljudi uživali te su se prenosile naraštajima. Brojni su ga ljudi pokušavali imitirati, a po uzoru na njega kasnije su objavljene i pjesme u zbirci Anacreontea iz 10. stoljeća. Epigoni su posebno bili rašireni u Njemačkoj, tzv. anakreontici.
U njegovoj poeziji nema strasti i dubine kao kod Alkeja ili Sapfe, njegova je poezija jednostavna, ali opet dražesna, vesela, jasna, pristupačna i puna živosti te je zato brzo osvojila grčka srca. U ljubavnim pjesmama govori i o ženama i o dječacima. Čak je i u dubokoj starosti pun vedrine i ljubavi te duhovito ironizira svoju starost i nemoć.

## Citati
- Deder, nemojmo mi više / S krikom, vikom kao Skite / Uz čašu se zabavljati, / Piti, nego pijuckajmo, Pjesme krasne pripjevajmo! („Pijuckajmo”)

- Od mene bježiš, ljupka mladosti / Još mi malo dana preostaje od slatka života / Često uzdišem od straha pred smrću / Strašan je Hadov ponor i silazak bez nade / Ta, onaj koji u tamne sjene siđe, / Ne vraća se na sunčevo svjetlo!

## Djela
- „Jelenče”
- „Ljepotica s Lezba”
- „Starost”
- Fragmenti (engl. jezik)  Arhivirana inačica izvorne stranice od 12. ožujka 2013. (Wayback Machine)